# PDF.js
PDF.js는 웹 표준 호환 HTML5 캔버스를 사용하여 PDF(Portable Document Format) 파일을 렌더링하는 자바스크립트 라이브러리이다. 이 프로젝트는 안드레스 갤(Andreas Gal)이 2011년에 (초기 실험으로) 시작한 이후 모질라 코퍼레이션이 주도하고 있다.

## 행동
모질라의 벤치마크에 따르면 PDF.js는 가장 일반적인 PDF 파일을 보는 데 성능이 뛰어나지만 크거나 '그래픽이 많은' 문서에서는 몇 가지 문제가 있을 수 있다.
PDF.js는 대부분의 PDF 사양(양식 지원 또는 XFA 포함)을 지원하지만 일부 기능은 아직 구현되지 않았으며 이는 문서에서 사용하는 기능에 따라 렌더링 동작에 영향을 미칠 수 있다.

## 같이 보기
- PDF 소프트웨어 목록
- 셤웨이 (소프트웨어)
- 웹 프레임워크
- 자바스크립트 라이브러리